# Piran (Azerbaigian)
Piran è un comune dell'Azerbaigian situato nel distretto di Lerik. Conta una popolazione di 885 abitanti.